# 1030.
◄ | 10. stoljeće | 11. stoljeće | 12. stoljeće | ►
◄ | 1000-ih | 1010-ih | 1020-ih | 1030-ih | 1040-ih | 1050-ih | 1060-ih | ►
◄◄ | ◄ | 1027. | 1028. | 1029. | 1030. | 1031. | 1032. | 1033. | ► | ►►
Arhitektura • Astronomija • Knjige • Književnost • Kršćanstvo • Pravo • Promet • Znanost

## Rođenja
- 26. srpnja – Stanislav Krakovski, poljski svetac († 1079.)

## Vanjske poveznice
|  | Zajednički poslužitelj ima još gradiva o temi 1030. |